# Aglaocetus
L’aglaoceto (gen. Aglaocetus) è un cetaceo estinto appartenente ai misticeti. Visse tra il Miocene inferiore e il Pliocene inferiore (circa 20 – 5 milioni di anni fa) e i suoi resti fossili sono stati ritrovati in Sudamerica, Nordamerica ed Europa.

## Classificazione
I primi fossili di questo animale furono scoperti in Belgio nel corso dell'800, ma vennero attribuiti ad altri cetacei fossili. Successivamente venne scoperto un cranio in Sudamerica in strati del Miocene inferiore; i resti vennero descritti nel 1894 da Richard B. Lydekker, che li attribuì a una nuova specie della balena primitiva Cetotherium (C. moreni). Successivamente Kellogg (1934) indicò un nuovo genere per questi resti fossili, Aglaocetus. 
Remington Kellogg nel 1968 descrisse una nuova specie, Aglaocetus patulus, sulla base di un cranio del Miocene medio (16-13 milioni di anni fa) Calvert Formation of Virginia (USA). Gli studi cladistici eseguiti negli anni 2010 rispetto ai talassoteri basali non sono riusciti a recuperare la patula come sorella di moreni ad esclusione di altri talassoteri basali, e nel 2020 è stata riferita al genere Atlanticetus.
Una revisione dei cosiddetti cetoteriidi (Cetotheriidae) operata da Steeman nel 2010 ha portato al riconoscimento di numerose altre specie di Aglaocetus provenienti dal Belgio, in precedenza attribuite ad altri generi di balene estinte. A. burtini (Pliocene inferiore), A. latifrons (Miocene medio) e A. longifrons (Miocene superiore) erano considerate specie di Plesiocetus; A. rotundus, del Miocene superiore, era considerata una specie di Amphicetus. 
Aglaocetus è considerato un rappresentante relativamente primitivo dei misticeti, e dà il nome a una famiglia (Aglaocetidae) considerata alla base del gruppo dei balenotteridi (Balaenopteridae). Aglaocetus era caratterizzato da mascelle dotate di un processo ascendente molto ridotto, che lo distingueva dalle forme attuali. Altri misticeti estinti dotati di questa caratteristica erano i diorocetidi (come Diorocetus) e i pelocetidi (come Cophocetus).